# Philipp Lahm
Philipp Lahm (* 11. November 1983 in München) ist ein ehemaliger deutscher Fußballspieler. Der Außenverteidiger führte die deutsche Nationalmannschaft als Kapitän zum Gewinn der Weltmeisterschaft 2014 in Brasilien. Mit 113 Länderspieleinsätzen gehört Lahm zu den Top 10 der deutschen Rekordnationalspieler. Kein deutscher Abwehrspieler hat mehr Länderspieleinsätze bestritten als Philipp Lahm.
Aus der Jugend des Münchner Stadtteilvereins FT Gern hervorgegangen wechselte er als Elfjähriger zum FC Bayern München, mit dem er 2013 das Triple sowie zahlreiche weitere Titel gewann. Seit dem Ende seiner Spielerlaufbahn ist er als Unternehmer tätig. Er ist Geschäftsführer der DFB Euro GmbH.

## Herkunft und Schulausbildung
Philipp Lahm wuchs im Münchner Stadtteil Gern gemeinsam mit seiner zwei Jahre älteren Schwester auf. Sein Vater, ein Fernmeldetechniker, spielte Fußball in der Bezirksliga. Seine Mutter ist Jugendleiterin bei der Freien Turnerschaft Gern (FT Gern), bei der Lahm mit dem Fußballspielen begann. Er besuchte die Städtische Rudolf-Diesel-Realschule im Stadtbezirk Neuhausen-Nymphenburg und erlangte dort den Mittleren Schulabschluss.

## Karriere

### Vereine

#### Anfänge
Seine ersten Schritte als Fußballer absolvierte Lahm für die FT Gern. Ab 1995 spielte er zunächst in der Jugend des FC Bayern München, ab 2001 dann für die Amateurmannschaft des Vereins in der Regionalliga Süd. In der Jugend wurde er sowohl im zentralen und defensiven Mittelfeld als auch als Außenverteidiger eingesetzt. In seinen ersten Jahren als Jugendfußballer spielte er auch als Außenstürmer.
Da die Bayern mit Bixente Lizarazu und Willy Sagnol Lahms bevorzugte Positionen schon gut besetzt hatten, kam er bis 2003 nur zu einem einzigen Einsatz in einem Pflichtspiel für die Profis. Am letzten Spieltag der Gruppenphase der UEFA Champions League 2002/03 wurde er am 13. November 2002 in der Nachspielzeit gegen RC Lens für Markus Feulner eingewechselt. Bei seinem ersten Profieinsatz war das Ausscheiden aus dem europäischen Wettbewerb bereits besiegelt.

#### Leihe zum VfB Stuttgart
Weil Hermann Gerland, der damals die Amateurmannschaft der Bayern trainierte, der Ansicht war, dass Lahm für ein drittes Jahr in der Regionalliga zu gut sei, empfahl er Lahm Felix Magath, der damals den VfB Stuttgart trainierte. Im Juni 2003 wurde er für zwei Spielzeiten an die Schwaben ausgeliehen. Dort gab er am ersten Spieltag am 3. August 2003 sein Bundesliga-Debüt beim 2:0-Erfolg über Hansa Rostock, als er in der 76. Minute für Silvio Meißner ins Spiel kam. Ab dem sechsten Spieltag verdrängte er Heiko Gerber von der Position des linken Verteidigers und gehörte danach zur Stammelf des VfB. Anfang Januar 2005 erlitt Lahm einen Ermüdungsbruch im rechten Mittelfuß, der ihn zu einer mehrmonatigen Pause zwang; sein Pflichtspiel-Comeback gab er am 9. April 2005 gegen den FC Schalke 04. Vor dem letzten Spieltag verletzte sich Lahm erneut, als er im Training einen Kreuzbandriss im rechten Knie erlitt, sodass er in der Rückrunde nur sechsmal zum Einsatz kam. In Stuttgart spielte er insgesamt 53 Bundesligaspiele und erzielte zwei Tore. Außerdem war er für Stuttgart siebenmal in der Champions League und sechsmal im UEFA-Pokal aktiv.

#### FC Bayern München

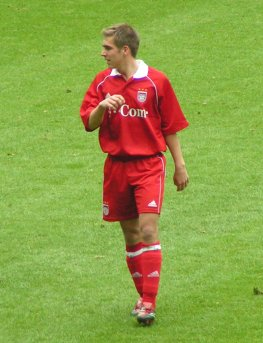
Lahm im Trikot des FC Bayern (2006)

Nachdem er im Sommer 2005 nach München zurückgekehrt war, spielte Lahm nach auskurierter Verletzung am 15. November 2005 erstmals in der Regionalligapartie des FC Bayern II gegen Jahn Regensburg. Sein Comeback in der Profimannschaft hatte er vier Tage später beim Spiel gegen Arminia Bielefeld. Diese Partie war gleichzeitig sein erstes Bundesliga-Spiel für den FC Bayern. Nach zwei weiteren Einwechslungen stand er am 16. Spieltag gegen den 1. FC Kaiserslautern erstmals in der Startaufstellung. Bis zum vorletzten Spieltag kam er danach in jedem Rückrundenspiel zum Einsatz und spielte sich nach und nach in die Stammformation.
Ab der Saison 2006/07, in der er erstmals alle 34 Punktspiele und neun der zehn Champions-League-Partien bestritt, war Lahm Stammspieler des FC Bayern München. Seine übliche Position war zunächst die linke Außenverteidigung, später die rechte. Schnell wurde er zu einem der Führungsspieler. In den Jahren 2006, 2008, 2010, 2014 und 2016 gewann er mit seinem Verein das Double (Meisterschaft und DFB-Pokal). 2010 erreichte er das Finale der Champions League, das der FC Bayern München mit 0:2 gegen Inter Mailand verlor. Nach dem Abgang von Mark van Bommel wurde Lahm im Januar 2011 Mannschaftskapitän des FC Bayern. In der Saison 2011/12 erreichte er mit dem FC Bayern erneut das Finale der UEFA Champions League, das diesmal im eigenen Stadion stattfand. Dort unterlag er mit seiner Mannschaft dem FC Chelsea im Elfmeterschießen.
Das Jahr 2013 wurde für Philipp Lahm zum erfolgreichsten in seiner Vereinskarriere: Nachdem er mit dem FC Bayern München am 28. Spieltag der Saison 2012/13, zum damaligen Zeitpunkt, frühester Meister in der Geschichte der höchsten deutschen Spielklasse geworden war und am 11. Mai 2013 erstmals als Kapitän die Meisterschale entgegengenommen hatte, zog er anschließend mit dem FC Bayern München zum dritten Mal innerhalb von vier Jahren ins Finale der UEFA Champions League ein. Mit dem 2:1-Sieg über Borussia Dortmund am 25. Mai 2013 im Londoner Wembley-Stadion gewann er mit 29 Jahren zum ersten Mal den wichtigsten europäischen Vereinspokal. Mit dem 3:2-Sieg über seinen ehemaligen Verein, den VfB Stuttgart, im DFB-Pokal-Finale am 1. Juni 2013 gewann die Mannschaft um Kapitän Lahm zudem als erste deutsche Mannschaft das große europäische Triple im Herren-Fußball.

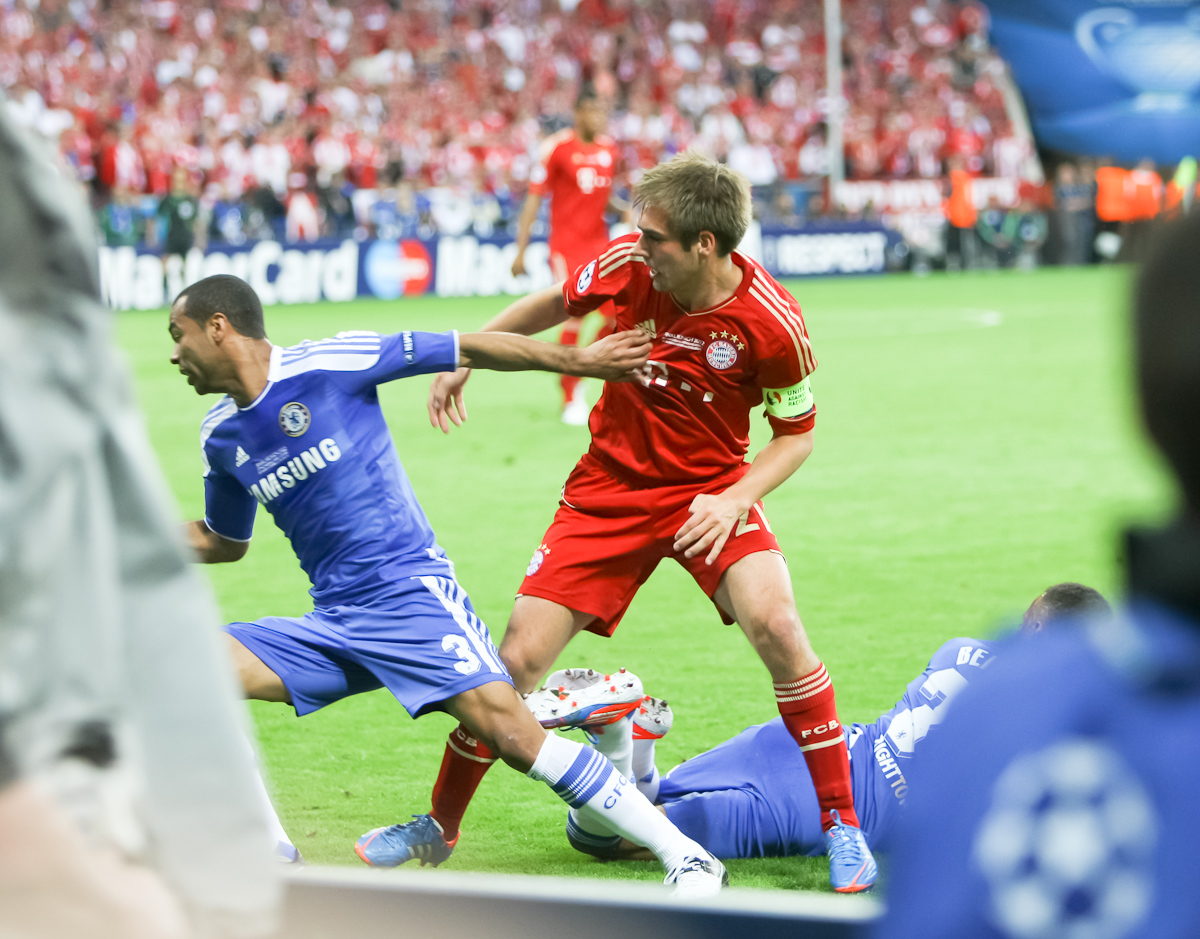
Lahm neben Ashley Cole im Finale der Champions League 2012

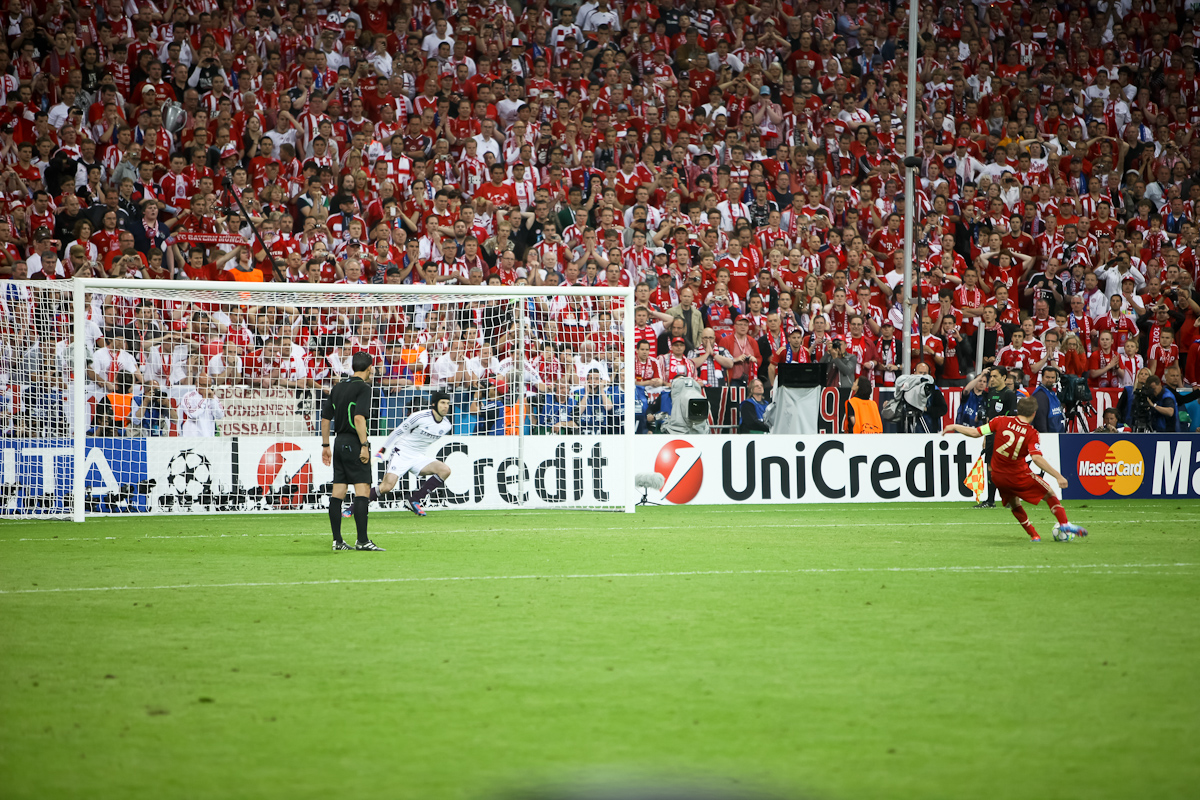
Lahm während seines verwandelten Elfmeters gegen Petr Čech im Elfmeterschießen beim Champions-League-Finale 2012

Unter dem neuen Trainer Pep Guardiola, unter dem er wegen Ausfällen in der Zentrale zunächst hauptsächlich als defensiver Mittelfeldspieler eingesetzt wurde, gelang es ihm und der Mannschaft zwar anfangs der Saison nicht, den DFL-Supercup zu verteidigen, doch mit dem Gewinn des UEFA Super Cups am 30. August 2013 gegen den FC Chelsea und der FIFA-Klub-Weltmeisterschaft im Dezember desselben Jahres gewannen Lahm und seine Mitspieler zum ersten Mal in der Historie des Vereins fünf große Titel in einem Kalenderjahr. Am Jahresende wurde er bei der Klub-WM mit dem Silbernen Ball als zweitbester Spieler des Turniers hinter seinem Mannschaftskameraden Franck Ribéry ausgezeichnet, von der FIFA neben fünf Mannschaftskollegen des FC Bayern München in eine Auswahlliste von 23 Spielern zur Wahl des Weltfußballers 2013 aufgenommen und in die FIFA/FIFPro World XI sowie ins UEFA Team of the Year gewählt. Außerdem wurde er vom Kicker-Sportmagazin auf seiner neuen Position im defensiven Mittelfeld in die Kategorie „Weltklasse“ eingestuft.
Am 24. Januar 2014 bestritt Lahm gegen Borussia Mönchengladbach sein 300. Bundesligaspiel, davon 247 Bundesligaspiele für den FC Bayern München und 53 für den VfB Stuttgart. Am 25. März 2014 (27. Spieltag) stand er mit dem FC Bayern so früh wie keine Mannschaft zuvor rechnerisch als deutscher Meister fest. Dazu wurde am 17. Mai 2014 das DFB-Pokal-Finale gegen Borussia Dortmund mit 2:0 nach Verlängerung gewonnen. Somit sicherte sich Lahm sein fünftes Double. In seinem 321. Bundesligaspiel am 18. Oktober 2014 erzielte er beim 6:0-Sieg gegen Werder Bremen mit den Treffern zum 1:0 und 5:0 erstmals zwei Treffer in einem Bundesligaspiel und erreichte zugleich seinen 200. Bundesligasieg.
Am 18. November 2014 brach sich Lahm im Training das rechte Sprunggelenk und wurde zwei Tage später operiert. Am 14. März 2015 gab er beim 4:0-Sieg im Auswärtsspiel gegen Werder Bremen sein Comeback, als er in der 82. Minute für Mario Götze eingewechselt wurde. Am Saisonende wurde die deutsche Meisterschaft verteidigt.

Lahm mit Franck Ribéry während eines Trainings des FC Bayern Münchens (2016)

Am 13. April 2016 absolvierte er beim 2:2 im Viertelfinal-Rückspiel gegen Benfica Lissabon sein 103. Spiel in der UEFA Champions League, zog damit mit Oliver Kahn gleich, und war damit zeitweise deutscher Rekordspieler der Königsklasse. Am 7. Mai 2016 wurde Lahm zum vierten Mal in Folge mit dem FC Bayern München deutscher Meister und gewann damit seine insgesamt siebte Meisterschaft. Außerdem gewann er mit dem Pokalsieg gegen Borussia Dortmund zum sechsten Mal das Double.

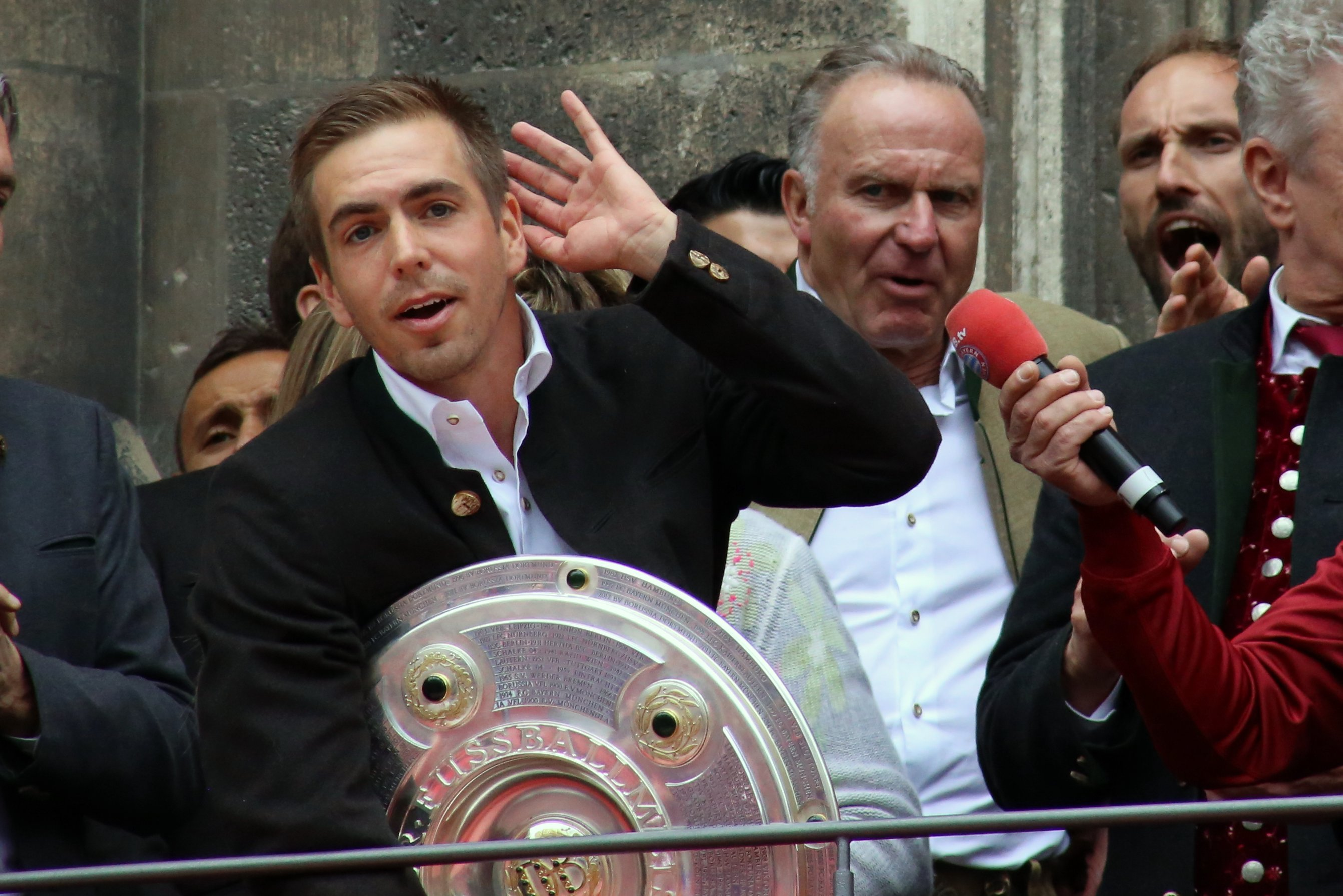
Lahm bei der Meisterfeier des FC Bayern 2016

Im Juni 2014 wurde die Laufzeit seines Vertrags bis 2018 verlängert. Am 7. Februar 2017 kündigte er an, seine Spielerkarriere bereits zum Ende der Saison 2016/17 zu beenden. Am 18. April 2017 bestritt er im Viertelfinal-Rückspiel gegen Real Madrid sein letztes internationales Spiel und am 26. April 2017 im Halbfinale gegen Borussia Dortmund sein letztes Spiel im DFB-Pokal. In der letzten Saison seiner Karriere gewann er mit Bayern München zum fünften Mal in Folge die deutsche Meisterschaft. Insgesamt konnte Lahm acht deutsche Meisterschaften gewinnen. Als Kapitän hat er genau wie Klaus Augenthaler fünf Meisterschaften gewonnen, allesamt hintereinander. Mit 112 Einsätzen in der Champions League hielt er den deutschen Rekord, bis er von Thomas Müller 2020 überboten wurde.

### Nationalmannschaft
Nach insgesamt 20 Länderspielen für diverse Nachwuchsmannschaften des DFB bestritt Philipp Lahm am 18. Februar 2004 in Split beim 2:1-Sieg über die Auswahlmannschaft Kroatiens sein erstes Länderspiel für die A-Nationalmannschaft. Sofort avancierte er zum Stammspieler auf der Position des linken Verteidigers und bestritt im Kalenderjahr 2004 15 von 16 möglichen Länderspielen, darunter auch alle drei Partien bei der Europameisterschaft in Portugal.
Aufgrund zweier schwerer Verletzungen absolvierte er im Jahr 2005 kein Spiel für die Nationalmannschaft und verpasste damit auch die Teilnahme am Konföderationen-Pokal 2005.
Nach 12 Monaten und 21 Tagen kehrte Lahm am 1. März 2006 bei der 1:4-Niederlage gegen die Auswahlmannschaft Italiens in die Nationalmannschaft zurück. Bei einem Testspiel der Nationalmannschaft am 16. Mai 2006 gegen den FSV 63 Luckenwalde (7:0) in Mannheim stürzte er unglücklich und zog sich dabei einen Teilabriss der Sehne und des Seitenbandes im linken Ellbogen zu. Er konnte dennoch an der Weltmeisterschaft teilnehmen, bei der er im Eröffnungsspiel am 9. Juni 2006 gegen die costa-ricanische Nationalmannschaft in der 6. Minute das erste Tor des Turniers erzielte. Des Weiteren wurde er in der Begegnung mit der Nationalmannschaft Polens am 14. Juni 2006 zum „Man of the Match“ (bester Spieler der Partie) gewählt und nach konstant starken Leistungen in das 23-köpfige WM-All-Star-Team berufen. Er ist der einzige deutsche Spieler, der alle WM-Spiele über 90 Minuten absolvierte.

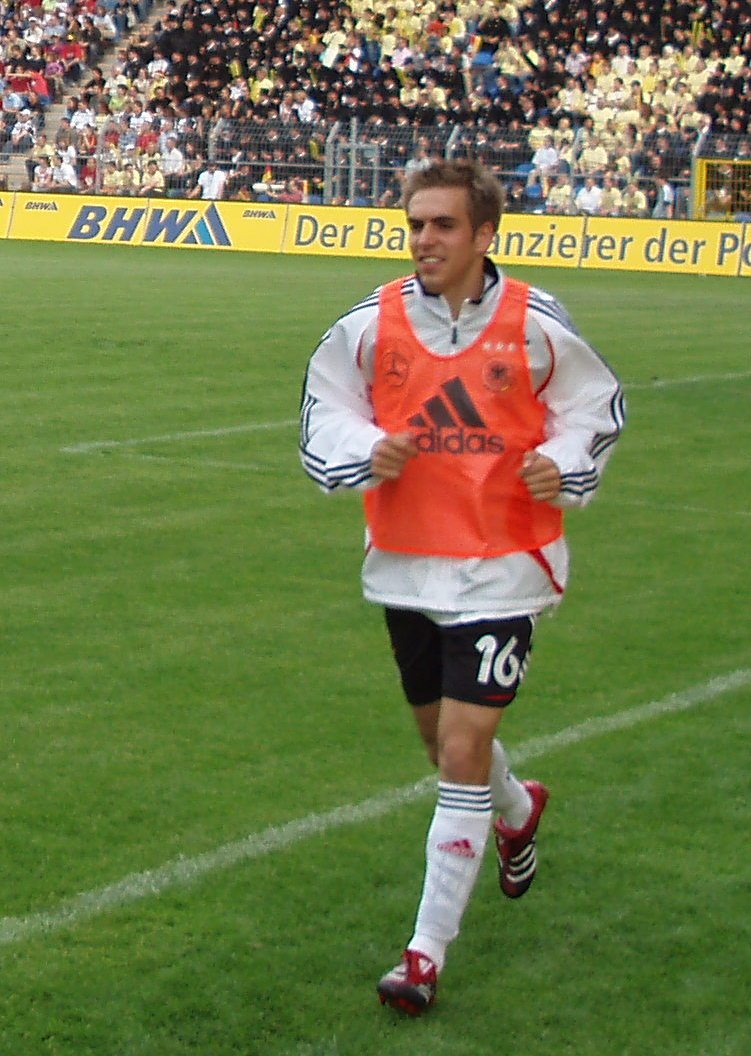
Lahm im Jahr 2006

Am 22. August 2007 übernahm er im Test-Länderspiel gegen die Auswahlmannschaft Englands, in dem er zuvor zum ersten Mal in seiner Profikarriere die „Sechser“-Position vor der Abwehr gespielt hatte, in den Schlussminuten nach der Auswechslung von Bernd Schneider erstmals in seiner Nationalmannschaftskarriere die Kapitänsbinde.
Von September 2006 bis November 2007 spielte Lahm in neun der zwölf Qualifikationsspiele für die Europameisterschaft 2008 und wurde von Joachim Löw am 16. Mai 2008 erwartungsgemäß in den EM-Kader berufen. Im Halbfinale schoss er in der 90. Minute gegen die Türkei den Siegtreffer zum 3:2. Nach dem Spiel wurde er als „Man of the Match“ ausgezeichnet. Bei der 0:1-Niederlage im Finale gegen Spanien wurde er zur Halbzeit gegen Marcell Jansen ausgewechselt. Von der Expertenkommission der UEFA wurde er einen Tag nach dem Endspiel in das All-Star-Team der EM 2008 gewählt.
In der nach dem Turnier beginnenden WM-Qualifikation bestritt er alle zehn Begegnungen und wurde am 6. Mai 2010 vom Bundestrainer Joachim Löw in den Kader für die Weltmeisterschaft 2010 berufen. Vor dem Turnier war der Kapitän Michael Ballack mit einer schweren Verletzung ausgefallen. Nachdem Lahm bereits im Oktober 2009 ein weiteres Mal kurz die Kapitänsbinde getragen hatte und am 29. Mai 2009 im Länderspiel in Shanghai gegen China erstmals als Mannschaftskapitän aufgelaufen war, wurde er als einer der erfahrensten Spieler zum Ersatzkapitän für die WM ernannt. Vor dem Halbfinalspiel gegen den späteren Weltmeister Spanien sorgte er für Unruhe, als er ankündigte, auch nach der Weltmeisterschaft Kapitän bleiben zu wollen. Nach der Weltmeisterschaft wurde er ins All-Star-Team der FIFA gewählt.
Nachdem Ballack nach der WM nicht mehr in die Nationalmannschaft zurückgekehrt war, wurde Lahm im Juni 2011 offiziell Kapitän der deutschen Nationalmannschaft. Kurz darauf sorgte er erneut für Unruhe, als er sein Buch „Der feine Unterschied: Wie man heute Spitzenfußballer wird“ veröffentlichte. Zwar ging es ihm vor allem darum, Nachwuchsspielern aus den Erfahrungen im Profifußball zu berichten; entgegen den Gepflogenheiten kritisierte er darin aber auch ehemalige Mitspieler und Trainer auch aus der Nationalmannschaft. Obwohl er daraufhin eine Rüge des Deutschen Fußball-Bundes erhielt, hatte dies für ihn keine weiteren Konsequenzen.

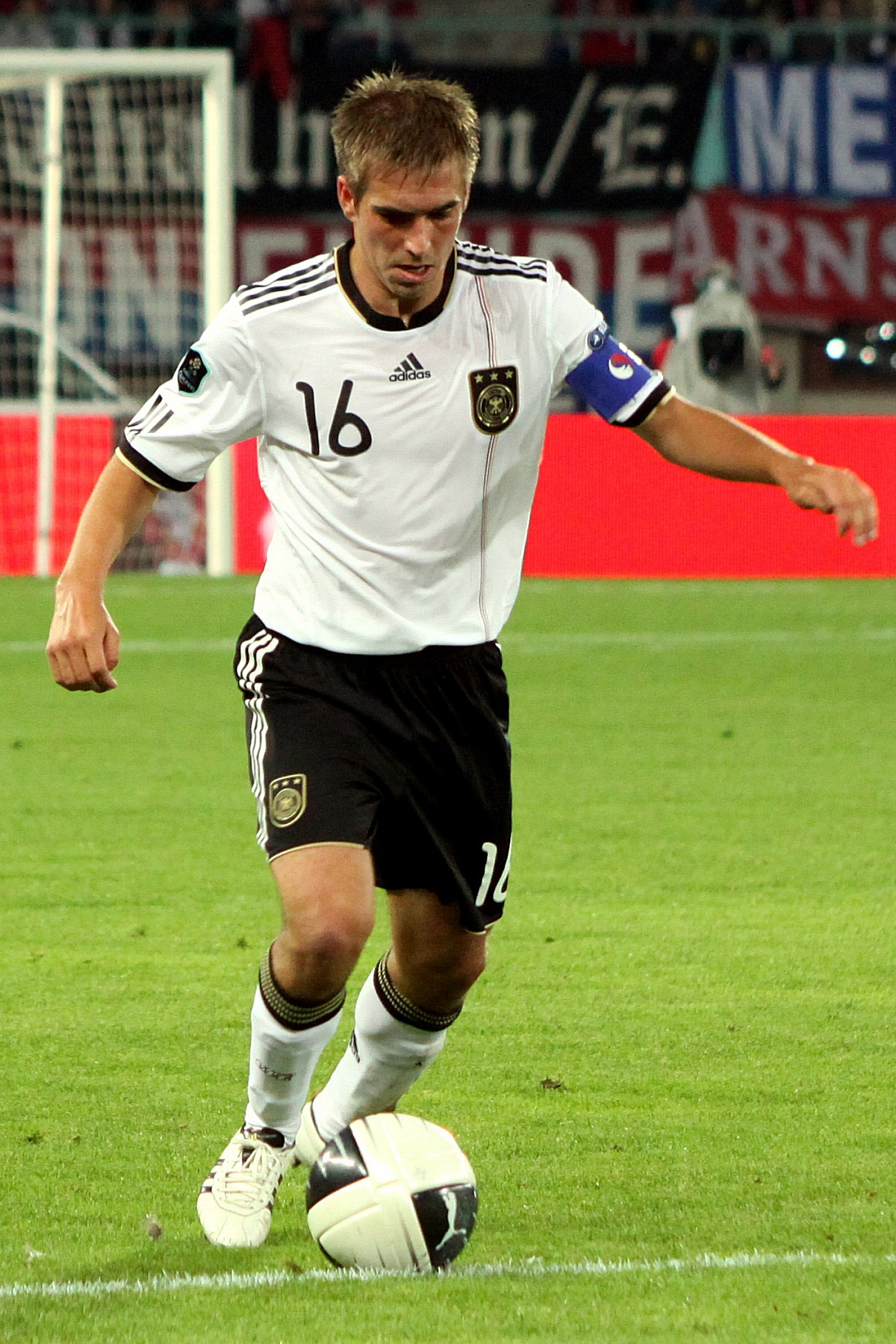
Lahm als Mannschaftskapitän im Trikot der A-Nationalmannschaft (2011)

Von September 2010 bis Oktober 2011 bestritt er erneut alle zehn Qualifikationsspiele für die Europameisterschaft 2012 und führte als Kapitän das Aufgebot in das Turnier. Er bestritt alle fünf Spiele bis zum Halbfinale über die volle Spielzeit. Sein Tor zum 1:0 im Viertelfinale ebnete den Weg zum 4:2-Sieg gegen die Auswahlmannschaft Griechenlands, allerdings begünstigte sein Stellungsfehler im Spiel darauf das 0:2 gegen Italien, das sich als vorentscheidend erwies. Die Niederlage gegen Italien war sein 14. EM-Spiel im dritten Turnier, womit er Rekordhalter bei den deutschen EM-Einsätzen wurde.
Am 6. September 2013 absolvierte Lahm im Rahmen der WM-Qualifikation 2014 sein 100. Länderspiel, wobei er in jedem Länderspiel in der Startelf stand.
Lahm wurde von Bundestrainer Joachim Löw in den Kader der Weltmeisterschaft 2014 berufen. Als Kapitän führte er die Mannschaft ins Endspiel, wo es der DFB-Auswahl durch ein 1:0 nach Verlängerung gegen Argentinien zum vierten Mal gelang, Weltmeister zu werden. Am 18. Juli 2014, fünf Tage nach dem Titelgewinn, trat Lahm als Nationalspieler zurück. DFB-Präsident Wolfgang Niersbach bezeichnete Lahm später als ein absolutes Vorbild und dankte ihm für seine Dienste in der Nationalmannschaft. Er wurde am 3. September 2014 im Test-Länderspiel gegen Argentinien in Düsseldorf gemeinsam mit den ebenfalls nach der Weltmeisterschaft aus der Nationalelf zurückgetretenen Spielern Per Mertesacker und Miroslav Klose offiziell verabschiedet.

## Spielweise
Durch seine außergewöhnliche Zweikampfstärke und sein hervorragendes Stellungsspiel zählte Philipp Lahm zu den besten Außenverteidigern der Welt. Ebenfalls zeichnete er sich durch seine präzisen Grätschen und seine harte, aber faire Spielweise aus. Lahm galt als sehr flexibler Spieler, so konnte er als rechter oder linker Außenverteidiger eingesetzt werden, aber auch als defensiver Mittelfeldspieler. Er zeichnete sich durch präzise Pässe und Flanken aus, galt zudem als schnell und ausdauernd. Sein ehemaliger Trainer Pep Guardiola bezeichnete ihn als „intelligentesten Spieler, den [er] je trainiert habe“.

## Titel und Auszeichnungen

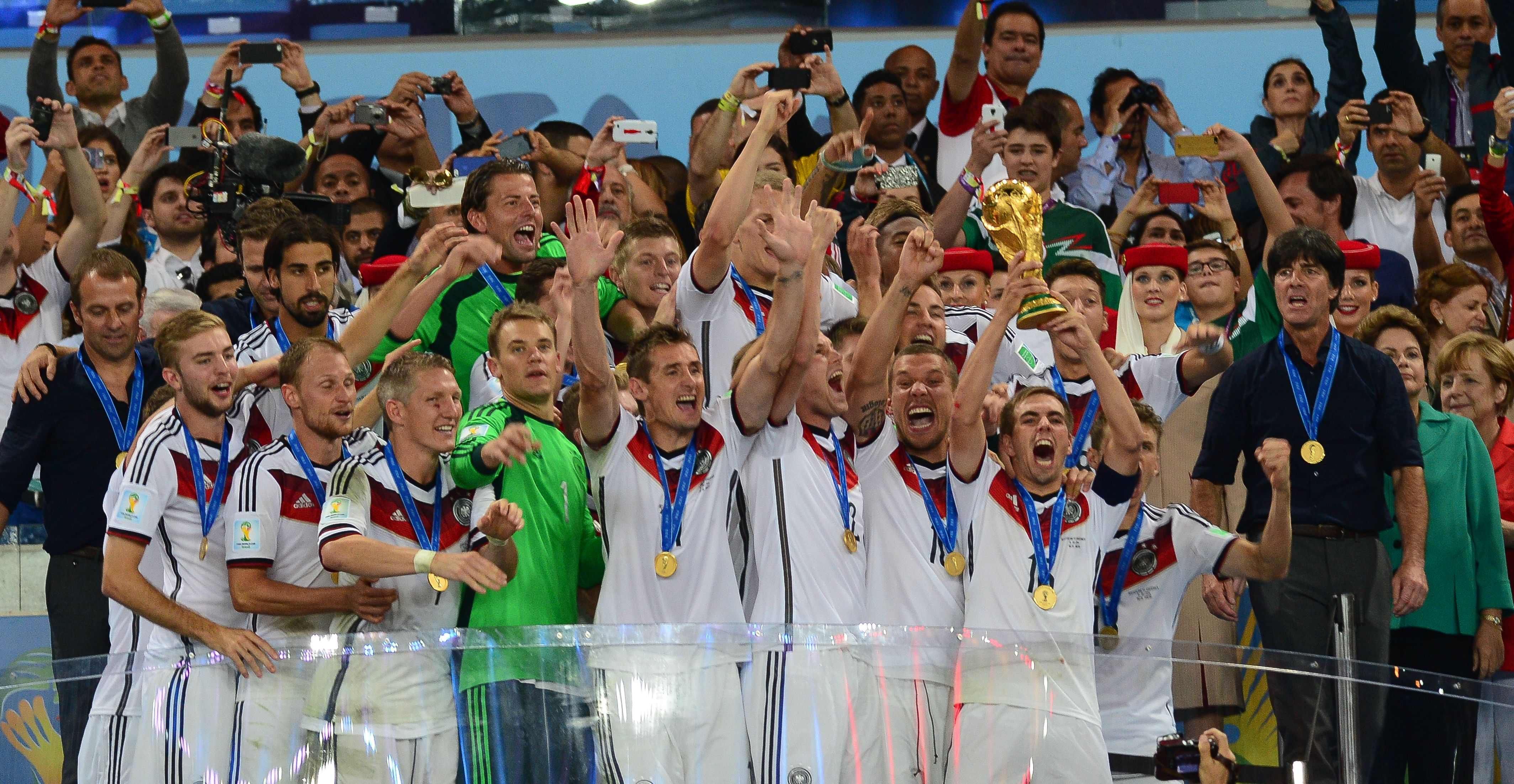
Kapitän Lahm (mit Pokal) und die Mannschaft feiern den Sieg nach dem WM-Finale 2014

### Nationalmannschaft
- Weltmeister: 2014

### Verein
Lahm gewann alle Titel auf Vereinsebene mit dem FC Bayern München:
International
- Champions-League-Sieger: 2013
- Klub-Weltmeister: 2013
- UEFA-Super-Cup-Sieger: 2013

National
- Deutscher Meister (8): 2006, 2008, 2010, 2013, 2014, 2015, 2016, 2017
- Deutscher Pokalsieger (6): 2006, 2008, 2010, 2013, 2014, 2016
- Deutscher Ligapokalsieger: 2007
- Deutscher Supercupsieger (3): 2010, 2012, 2016
- Deutscher A-Junioren-Meister (2): 2001, 2002

### Auszeichnungen
- 3. Platz bei der Wahl des Ballon d’Or Dream Teams (Rechtsverteidiger)
- Deutschlands Fußballer des Jahres 2017, Zweiter 2004, Dritter 2006
- Nominierung zur Wahl des FIFA-Weltfußballers des Jahres 2006, 2007, 2010, 2013, 2014
- Silberner Ball bei der FIFA-Klub-WM 2013
- Silbernes Lorbeerblatt 2006, 2010, 2014
- Bambi 2014
- FIFA/FIFPro World XI 2013, 2014
- UEFA Team of the Year 2006, 2008, 2012, 2013, 2014
- Mitglied der VDV 11 2009, 2010, 2011, 2012, 2013, 2014, 2016, 2017
- All-Star-Team/Top 11 der Weltmeisterschaft 2006, 2010, 2014
- All-Star-Team der Europameisterschaft 2008, 2012
- „Sport Bild-Award 2014“ („Vier-Sterne-Award“)[24][25]
- Kicker-Abwehrspieler des Jahres (Außenbahn defensiv): 2004, 2006, 2008, 2009, 2010
- Kicker-Abwehrspieler des Jahres: 2017
- Tor des Monats: Juni 2006
- Einstufung als Weltklasse in der Rangliste des deutschen Fußballs Sommer 2013, Winter 2013/14, Sommer 2014, Winter 2014/15, Sommer 2016
- Ehrenspielführer der deutschen Fußballnationalmannschaft[26]

Philipp Lahm macht sich gegen Homophobie und Intoleranz im Breitensport stark. Hierfür erhielt er, neben Theo Zwanziger und der Sportwissenschaftlerin Tanja Walther, den Tolerantia-Preis von Maneo für „besonderen und herausragenden Einsatz gegen Intoleranz und Homophobie im Breitensport, hier insbesondere im Fußballsport“. Am 30. Juni 2009 wurde Lahm mit dem Bayerischen Sportpreis 2009 in der Kategorie „Hochleistungssportler Plus“ für sein soziales Engagement und 2010 mit der Bayerischen Staatsmedaille für Verdienste um die Gesundheit ausgezeichnet. 2014 erhielt er auch die Bayerische Staatsmedaille für soziale Verdienste. Am 22. Juli 2017 erhielt er von Horst Seehofer den „Persönlichen Preis des Bayerischen Ministerpräsidenten“ des Bayerischen Sportpreises. Am 1. Dezember 2017 erhielt er aus den Händen von Barbara Stamm die Bayerische Verfassungsmedaille in Gold.
Am 13. Januar 2018 erhielt Lahm für seine Äußerung „Die meiste Luft hat der Ball“ von der Münchner Faschingsgesellschaft Narrhalla den Karl-Valentin-Orden. Im Mai 2018 erhielt er den Bildungspreis der Hochschule Ansbach.
Im Jahre 2019 wurde ihm das Ehrenbürgerrecht Münchens verliehen. 2021 erhielt er den Bayerischen Verdienstorden.
Aufnahme in die Hall of Fame des deutschen Fußballs: 2022

## Spielstatistik
Die Tabelle enthält die Anzahl aller Pflichtspieleinsätze – getrennt nach Wettbewerben und Saison für Saison –, die Lahm im Herrenbereich bestritten hat einschließlich der erzielten Tore.
| Stand: Karriereende 2017 | Stand: Karriereende 2017   | Bundesliga | Bundesliga | Regionalliga Süd | Regionalliga Süd | Champions League, UEFA-Pokal | Champions League, UEFA-Pokal | DFB-Pokal | DFB-Pokal | Ligapokal, Supercup, Klub-WM | Ligapokal, Supercup, Klub-WM | National- mannschaft | National- mannschaft | Gesamt | Gesamt |
| Saison                   | Verein                     | S          | T          | S                | T                | S                            | T                            | S         | T         | S                            | T                            | S                    | T                    | S      | T      |
| ------------------------ | -------------------------- | ---------- | ---------- | ---------------- | ---------------- | ---------------------------- | ---------------------------- | --------- | --------- | ---------------------------- | ---------------------------- | -------------------- | -------------------- | ------ | ------ |
| 2001/02                  | FC Bayern München Amateure |            |            | 27               | 2                |                              |                              |           |           |                              |                              |                      |                      | 27     | 2      |
| 2002/03                  | FC Bayern München          |            |            |                  |                  | 1                            | 0                            |           |           |                              |                              |                      |                      | 1      | 0      |
| 2002/03                  | FC Bayern München Amateure |            |            | 34               | 1                |                              |                              | 1         | 0         |                              |                              |                      |                      | 35     | 1      |
| 2003/04                  | VfB Stuttgart              | 31         | 1          |                  |                  | 7                            | 0                            | 1         | 0         | 1                            | 0                            | 9                    | 1                    | 49     | 2      |
| 2004/05                  | VfB Stuttgart              | 22         | 1          |                  |                  | 6                            | 1                            | 2         | 0         | 1                            | 0                            | 6                    | 0                    | 37     | 2      |
| 2005/06                  | FC Bayern München          | 20         | 0          |                  |                  | 3                            | 0                            | 4         | 0         |                              |                              | 8                    | 1                    | 35     | 1      |
| 2005/06                  | FC Bayern München II       |            |            | 2                | 0                |                              |                              |           |           |                              |                              |                      |                      | 2      | 0      |
| 2006/07                  | FC Bayern München          | 34         | 1          |                  |                  | 9                            | 0                            | 3         | 0         | 2                            | 0                            | 11                   | 0                    | 59     | 1      |
| 2007/08                  | FC Bayern München          | 22         | 0          |                  |                  | 10                           | 1                            | 5         | 0         | 3                            | 0                            | 13                   | 1                    | 53     | 2      |
| 2008/09                  | FC Bayern München          | 28         | 3          |                  |                  | 8                            | 0                            | 3         | 1         |                              |                              | 10                   | 0                    | 49     | 4      |
| 2009/10                  | FC Bayern München          | 34         | 0          |                  |                  | 13                           | 0                            | 6         | 1         |                              |                              | 12                   | 1                    | 65     | 2      |
| 2010/11                  | FC Bayern München          | 34         | 3          |                  |                  | 8                            | 0                            | 5         | 0         | 1                            | 0                            | 11                   | 0                    | 59     | 3      |
| 2011/12                  | FC Bayern München          | 31         | 0          |                  |                  | 14                           | 0                            | 5         | 0         |                              |                              | 11                   | 1                    | 61     | 1      |
| 2012/13                  | FC Bayern München          | 29         | 0          |                  |                  | 12                           | 0                            | 5         | 0         | 1                            | 0                            | 7                    | 0                    | 54     | 0      |
| 2013/14                  | FC Bayern München          | 28         | 1          |                  |                  | 12                           | 0                            | 4         | 0         | 4                            | 0                            | 15                   | 0                    | 64     | 1      |
| 2014/15                  | FC Bayern München          | 20         | 2          |                  |                  | 8                            | 0                            | 4         | 0         | 1                            | 0                            |                      |                      | 33     | 2      |
| 2015/16                  | FC Bayern München          | 26         | 1          |                  |                  | 12                           | 0                            | 6         | 0         | 1                            | 0                            |                      |                      | 45     | 1      |
| 2016/17                  | FC Bayern München          | 26         | 1          |                  |                  | 5                            | 0                            | 4         | 1         | 1                            | 0                            |                      |                      | 36     | 2      |
|                          | Summe                      | 385        | 14         | 63               | 3                | 128                          | 2                            | 57        | 3         | 16                           | 0                            | 113                  | 5                    | 759    | 27     |

## Nach der aktiven Karriere

### Kommentator, Sportbotschafter, Sportberater, EM-Turnierdirektor
Da Lahm seine aktive Karriere zum Ende der Saison 2016/17 beendet hatte, war er zunächst für den vakanten Posten des Sportdirektors des FC Bayern München im Gespräch. Lahm sagte jedoch aufgrund der starken Rolle des Präsidenten Hoeneß, der „noch zu tatkräftig [sei], um loszulassen“ und „die Dinge selbst beeinflussen“ wolle und damit verbundenem wenig eigenem Gestaltungsspielraum ab. Eine Rolle spielte auch, dass Lahm als Sportdirektor und nicht als Sportvorstand, der einen festen Platz im Vorstand des FC Bayern einnähme und somit mehr Befugnisse als ein Sportdirektor hätte, im Gespräch war.
Im März 2018 gab der DFB bekannt, dass Lahm die deutsche Fußballnationalmannschaft als Botschafter zur WM 2018 in Russland begleiten wird.
Außerdem wurde Lahm von der ARD als Experte für die Fußball-WM 2018 verpflichtet. Dafür erstellte die ARD ein eigenes Format namens „Weltmeister im Gespräch“, moderiert von Jessy Wellmer. Dabei sollte der Fokus nicht nur auf der Bewertung von Spielen und Ergebnissen liegen und es sollten – laut einer ARD-Pressemitteilung – „ganz neue und spannende Blickwinkel auf die Geschehnisse rund um die Fußball-Weltmeisterschaft in Russland“ präsentiert werden. Die Sendung wurde live vom Tegernsee aus ausgestrahlt. Hierfür erntete Lahm Kritik des ARD-Sportkoordinators Axel Balkausky, der äußerte, Lahms Expertise sei „wegen seiner Erfahrung sicher sehr belebend gewesen“. Manchmal hätte sich die ARD jedoch „noch mehr von diesem Erfahrungsschatz und noch deutlichere Einschätzungen gewünscht“.
Am 12. Juli 2018, rund eine Woche nach dem Ausscheiden der deutschen Nationalmannschaft bei der Weltmeisterschaft, veröffentlichte Lahm auf dem sozialen Netzwerk LinkedIn ein Schreiben, in dem er Bundestrainer Joachim Löw für dessen Führungsstil kritisierte und auch Kritik an der Ausbildung der jungen Generation von Spielern, die in Nachwuchsleistungszentren an den Profifußball herangeführt werden, äußerte; sie würden durch das Ausbildungssystem fast zwangsläufig zum Egoisten gemacht. Lahm äußerte: „Ich bin überzeugt davon, dass Jogi Löw seinen kollegialen Führungsstil der letzten Jahre ändern muss, wenn er mit der neuen Generation von Nationalspielern wieder Erfolg haben möchte“. Löw müsse „eine Kultur strafferer, klarerer Entscheidungen etablieren“. Diese Härte hätte es seiner Meinung nach auch im Umgang mit der Affäre um das umstrittene Treffen Mesut Özils und Ilkay Gündoğans mit dem türkischen Präsidenten Recep Tayyip Erdoğan gebraucht.
Lahms Kritik wurde von ehemaligen Fußballspielern, (ehemaligen) Fußballtrainern sowie TV-Experten wiederum vielfach kritisiert: Der ehemalige Nationalspieler Thomas Strunz sah in der Kritik ein „Bewerbungsschreiben als Oliver Bierhoff-Nachfolger“ und kritisierte Lahms Kritik als „nicht zielführend“. Löw würde seiner Meinung nach durch eine Änderung des Führungsstil an Authentizität verlieren. Auch Peter Neururer, Alexander Nouri („hat den Geschmack von Eigen-PR“), Stefan Effenberg („grenzwertig“), und Jürgen Klopp kritisierten Lahm. Lahm verteidigte danach seine Kritik am Bundestrainer.
Im August 2018 gab der DFB bekannt, dass Lahm für den Fall, dass Deutschland den Zuschlag für die Ausrichtung der EM 2024 erhalten würde, Chef des Organisationskomitees für die EM werden würde. Am 27. August 2018 entschied das UEFA-Exekutivkomitee, dass Deutschland den Zuschlag für die EM 2024 erhält, wodurch Lahm zum Chef des Organisationskomitees der EM 2024 wurde.
Seit Sommer 2022 ist Lahm als sportlicher Berater bei seinem ehemaligen Verein VfB Stuttgart tätig.

### Unternehmer
Von 2015 bis 2021 war Lahm Miteigentümer und ab 2017 Alleininhaber der Sixtus Werke, eines Herstellers von Pflegeprodukten. Ebenfalls im Sommer 2015 versuchte Lahm vergeblich im Rahmen eines Investoren-Konsortiums die Modefirma Bogner mit zu erwerben. Außerdem ist Lahm Gesellschafter der Firmen Schneekoppe, des Berliner Start-up-Unternehmens Fanmiles sowie bei Danova, einem Anbieter digitaler Vorsorgeuntersuchungen.
Am 16. Januar 2018 wurde bekannt, dass Lahm Mehrheitseigentümer bei Schneekoppe wird.

## Soziales Engagement

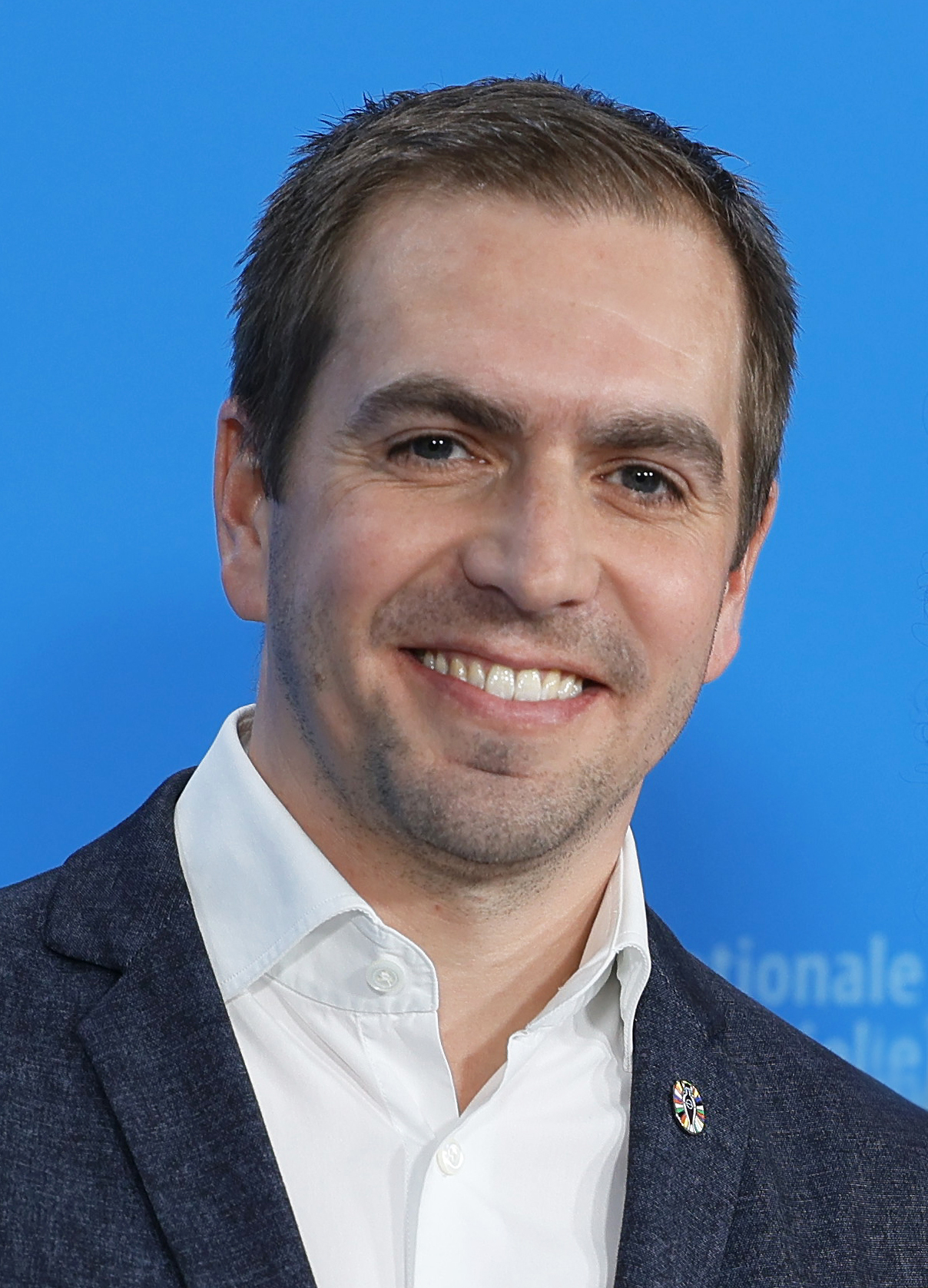
Philipp Lahm (2024)

Am 11. Dezember 2007 gründete Lahm die Philipp-Lahm-Stiftung, die benachteiligte Kinder und Jugendliche aus Deutschland und Kinder aus Afrika in den Bereichen Bildung, Sport und Gesundheit fördert. Das sozial benachteiligte Kinder fördernde Sommercamp der Stiftung wurde von der UNESCO als offizielles Projekt der UN-Dekade „Bildung für eine nachhaltige Entwicklung“ (2005–2014) ausgezeichnet. Für seine Stiftungsarbeit erhielt Lahm im Frühjahr 2024 den Karl Kübel Preis.
Auch außerhalb seiner Stiftung ist Lahm sozial engagiert, namentlich für SOS-Kinderdörfer und als Botschafter beim Welt-AIDS-Tag sowie der Initiative Medienbewusst.de – Kinder.Medien.Kompetenz. Zudem unterstützt er die Stiftung Bündnis für Kinder, das LILALU-Projekt Mädchen an den Ball und als Lesebotschafter die Stiftung Lesen.
Lahm ist Kuratoriumsmitglied der Sepp-Herberger-Stiftung.

## Privates
Im Sommer 2010 heiratete Lahm Claudia Schattenberg. 2012 kam der Sohn Julian und 2017 die Tochter Lenia zur Welt.

## Sonstiges
Bei der Eishockey-Weltmeisterschaft 2010 war Lahm einer der WM-Botschafter.
Lahm wechselte von seinem Jugendverein FT Gern zum FC Bayern München und nicht zum damaligen Rivalen TSV 1860 München, da er bei einem Probetraining bei 1860 Löcher im Fangzaun hinter den Toren sah.
Im Jahr 2011 veröffentlichte Lahm sein erstes Buch Der feine Unterschied, das in Zusammenarbeit mit dem Journalisten Christian Seiler entstand. 2021 folgte die Veröffentlichung des Buches Das Spiel.
Seit 2021 ist Lahm Kolumnist bei der Zeit und schreibt dort über Fußballthemen und gelegentlich Speiserezepte.

## Bücher
- Philipp Lahm, Christian Seiler: Der feine Unterschied: Wie man heute Spitzenfußballer wird. Verlag Antje Kunstmann, München 2011, ISBN 978-3-88897-729-9 (Taschenbuchausgabe 2014 bei Knaur).